# Michael von der Mühlen
Michael von der Mühlen (* 20. Mai 1954 in Essen) ist ein deutscher Ingenieur und Ministerialbeamter. Er war von 2014 bis 2017 Staatssekretär im Ministerium für Bauen, Wohnen, Stadtentwicklung und Verkehr des Landes Nordrhein-Westfalen.

## Leben
Nach dem Besuch der Volksschule und des Städtischen Gymnasiums in Erkelenz nahm von der Mühlen 1972 ein Studium der Raumplanung an der Universität Dortmund auf, das er 1977 mit der Prüfung als Diplom-Ingenieur abschloss. Anschließend betätigte er sich in der Forschung am Institut für Raumplanung der Universität Dortmund. Von 1978 bis 1980 absolvierte er das Referendariat mit dem Schwerpunkt Städtebau bei der Bezirksregierung Arnsberg. 1980 legte er das Große Staatsexamen ab.
Von der Mühlen war von 1980 bis 1983 als Baurat beim Dortmunder Stadtplanungsamt tätig und wechselte 1984 als Oberbaurat zum Bielefelder Stadtplanungsamt. 1986 kehrte er als Baudirektor an seine ehemalige Dienststelle in Dortmund zurück. Von 1992 bis 1994 übernahm er die Leitung des Dezernates Planung bei der Stadt Gelsenkirchen, wo er von 1994 bis 2002 als Beigeordneter und Stadtbaurat fungierte. Von 2002 bis 2014 war er Stadtdirektor (stellvertretender Oberbürgermeister) in Gelsenkirchen und dort Beigeordneter für Planen, Bauen, Umwelt und Liegenschaften.
Am 1. Juni 2014 wurde er von Ministerpräsidentin Hannelore Kraft zum Staatssekretär im Ministerium für Bauen, Wohnen, Stadtentwicklung und Verkehr des Landes Nordrhein-Westfalen ernannt. Im Sommer 2017 schied er aus dem Amt.
Er ist Mitglied der SPD.
Michael von der Mühlen ist verheiratet und hat zwei Kinder.